# Anna Furlan
Anna Luisa Furlan (Castelfranco Veneto, 8 aprile 1951) è una politica italiana.

## Biografia
Docente presso la Scuola Superiore di Servizio Sociale a Venezia, per sedici anni ricopre il ruolo di Assistente Sociale nei comuni di Meolo e Jesolo.
Militante PCI, consigliera comunale a San Donà di Piave dal 1980 al 1985, entra successivamente in consiglio provinciale.
Nel 1993 è eletta (con i voti di PDS, PRC, PRI e FdV) presidente della Provincia di Venezia. Diventa quindi la prima donna a capo di un'amministrazione provinciale veneta.
Rieletta a Ca' Corner due anni dopo, ricopre la carica di assessore provinciale ai beni culturali, servizi alla persona, alle pari opportunità e pubblica istruzione nella prima giunta Busatto.
Dal 2002 al 2007 è assessore alla pubblica istruzione, cultura e politiche giovanili del comune di Musile di Piave.